# Мексин, Яков Петрович
Я́ков Петро́вич Ме́ксин (10 ноября 1886, Елисаветград — 12 августа 1943, Амурская область) — советский детский писатель, издатель, музейный работник, книговед, книготорговец. Соавтор (с Петром Дульским) монографии «Иллюстрация в детской книге» (1925) — первой работы о художественной детской книге на русском языке. В раннее советское время был одним из основных организаторов детского книгоиздания и выставок детских книг. В 1934 году основал первый в СССР и России Музей детской книги, ликвидированный в 1938 году после репрессий в отношении Мексина. Погиб в заключении.

## Биография
Яков Мексин родился 10 ноября 1886 года[по какому календарю?] в Елисаветграде в состоятельной еврейской семье. Отец Якова был лесоторговцем и смог дать сыну хорошее образование. В 1910 году окончил юридический факультет Московского университета и до 1917 года занимался адвокатской практикой.
С начала 1918 года — директор воспитательного учреждения (детского дома) «Наш дом», в который входили Народный детский сад с Клубом школьников. В 1919 году создал при «Нашем доме» литературную комиссию, в которую вошли писатель Николай Телешов, литературовед Алексей Грузинский и др., и, на основе комиссии, одноимённое издательство книг для детей и юношества. В декабре 1919 года издательство было закрыто по настоянию заведующего отделом печати Моссовета Николая Ангарского. В том же 1919 году Мексин составил и издал в Москве свою первую детскую книгу — «Русские народные песни».
С 1920 года работал научным сотрудником отдела детского чтения Института методов внешкольной работы и преподавал на Высших государственных литературных курсах Московского управления профтехобразования (Моспрофобра). В 1921—1923 годах Мексин возглавлял учреждённое им частное детское издательство «Остров», с которым сотрудничали Александр Бенуа, Николай Бенуа, Мстислав Добужинский и другие художники. Параллельно издательскому делу Мексин занялся книготорговлей; его книжный магазин находился на Моховой улице, дом 15.
После закрытия издательства «Остров» Мексин работал в редакции детской литературы Государственного издательства РСФСР. В марте 1924 года в Музее изобразительных искусств имени А. С. Пушкина им была организована первая выставка детской книги. В 1925 году Мексин с группой музейных работников и учителей организовал в Музее изобразительных искусств имени А. С. Пушкина выставку «Для детей про зверей», на которой кроме книг демонстрировались небольшие живописные и графические произведения, а скульптор-анималист Василий Ватагин показывал детям как лепить из глины фигурки зверей. Прямо на выставке дети сами лепили, делали и раскрашивали звериные фигурки из папье-маше. С 1925 года Мексин возглавлял комиссию по музейно-выставочной работе с детьми при Институте методов внешкольной работы.
В декабре 1927 года в московском Доме печати Яков Мексин организовал выставку немецкой детской книги. В марте 1928 года на заседании выставочного комитета ВОКС было решено эту выставку повторить в расширенном виде. Открытие расширенной выставки состоялось 8 мая 1928 года в Государственном историческом музее. Экспонаты для этой выставки прислали около 100 зарубежных издательств. Успех немецкой выставки побудил Мексина вслед за ней провести там же в Москве выставку японской детской книги и рисунка.
В мае 1929 года Мексин по заданию Госиздата организовал юбилейную выставку советской детской книги в Клубе Октябрьской революции на Каланчёвской площади. С этой выставкой он затем объездил СССР, был в Германии, Чехословакии, Эстонии, Японии и других странах. После возвращения в Москву Мексин устроил выставку печатной продукции ОГИЗа и «Молодой гвардии», открывшуюся под председательством Максима Горького 19 мая 1931 года в Политехническом музее. В 1933 году Мексин принял участие во Всемирной выставке в Токио, посвящённой проблемам детского воспитания.
В 1934 году Яков Мексин создал и возглавил первый и до настоящего времени единственный в истории России научный Музей детской книги на углу Сретенки и Рыбникова переулка в Москве. В 1935—1937 годах Мексин провёл на базе музея при поддержке государственных издательств союзных республик выставки национальной книги. Собранная Мексиным уникальная книжная коллекция музея (более 50 тысяч детских книг) была передана после ликвидации музея в Государственную библиотеку СССР имени В. И. Ленина (ныне Российская государственная библиотека).
С 1923 по 1930 год как детский писатель Мексин опубликовал 26 книжек для дошкольников с иллюстрациями различных художников; чаще всего работал с Константином Кузнецовым. Яковом Мексиным написан ряд теоретических работ в области оформления и пропаганды детской книги. Монография Петра Дульского и Якова Мексина «Иллюстрация в детской книге» (1925) считается первой работой о художественной детской книге на русском языке. В ней соавторы сформулировали «главную задачу» иллюстрирования детской книги: «не представить фантастику и мир сказки, которые должны унести мысли и чувства ребёнка в несуществующие миры, а прийти на помощь пытливому уму, удовлетворить детскую любознательность пояснением реальных, обыденных явлений жизни».
В Москве Мексин жил на Садовнической набережной в доме № 1 и на Солянке в доме № 1.
9 января 1938 года Яков Мексин был необоснованно арестован по обвинению в «контрреволюционной и шпионской деятельности» и приговорён в восьми годам заключения. Погиб до окончания срока заключения 12 августа 1943 года на разъезде Пёра Шимановского района Амурской области Хабаровского края. Посмертно реабилитирован в 1956 году.
Художественные тексты Мексина были востребованы и через десятилетия после его смерти. Так, его пересказ с английского рассказа «Джим» Сесиля Олдина был републикован с новыми иллюстрациями в 1974 году крупнейшим советским издательством для дошкольников «Малыш» тиражом 400000 экземпляров.